# 佐々木旭
佐々木 旭（ささき あさひ、2000年1月26日 - ）は、埼玉県川越市出身のプロサッカー選手。Jリーグ・川崎フロンターレ所属。ポジションはディフェンダー（DF）。

## 略歴

### プロ入り前
4歳でサッカーを始め、中学時代はEC Jorgadorに所属。
埼玉平成高等学校では後にプロ入りする長峰祐斗らとプレーしていたが、全国的には無名の存在だった。卒業後、流通経済大学に進学。しかし、大学1年生の時は紅白戦にも出られず、ゴール裏でボールを蹴るだけのときもあった。元々はトップ下など攻撃的なポジションでプレーしていたが、2年生の時にサイドバックにコンバートされた。
2019年の関東大学サッカーリーグではクラブ史上初めて2部に降格するも、翌2020年に曺貴裁がコーチに就任すると能力が開花。
2021年3月31日、2022年シーズンからの川崎フロンターレ加入内定が発表された。2020年末からヴィッセル神戸、モンテディオ山形、ガンバ大阪、浦和レッズなど複数クラブで争奪戦となっていたが、1月に川崎からオファーが届くと加入を即決した。関東大学サッカーリーグでは、昇格した勢いそのままに12年ぶりとなる1部制覇を達成し、自身も最優秀選手賞を受賞した。

### 川崎フロンターレ
2022年、川崎フロンターレに正式加入。2月23日、J1リーグ第9節の横浜F・マリノス戦でプロデビューを飾った。2月26日、第2節の鹿島アントラーズ戦ではプロ入り初先発で初ゴールを決める活躍を見せた。

## 所属クラブ
- FCジョカーレ（川越市立高階南小学校）
- EC JOGADOR（川越市立高階西中学校）
- 埼玉平成高等学校
- 流通経済大学
- 2022年 -   川崎フロンターレ

## 個人成績
| 国内大会個人成績 | 国内大会個人成績 | 国内大会個人成績 | 国内大会個人成績 | 国内大会個人成績 | 国内大会個人成績 | 国内大会個人成績 | 国内大会個人成績 | 国内大会個人成績 | 国内大会個人成績 | 国内大会個人成績 | 国内大会個人成績 |
| 年度             | クラブ           | 背番号           | リーグ           | リーグ戦         | リーグ戦         | リーグ杯         | リーグ杯         | オープン杯       | オープン杯       | 期間通算         | 期間通算         |
| 年度             | クラブ           | 背番号           | リーグ           | 出場             | 得点             | 出場             | 得点             | 出場             | 得点             | 出場             | 得点             |
| 日本             | 日本             | 日本             | 日本             | リーグ戦         | リーグ戦         | リーグ杯         | リーグ杯         | 天皇杯           | 天皇杯           | 期間通算         | 期間通算         |
| ---------------- | ---------------- | ---------------- | ---------------- | ---------------- | ---------------- | ---------------- | ---------------- | ---------------- | ---------------- | ---------------- | ---------------- |
| 2019             | 流経大           | 24               | -                | -                | -                | -                | -                | 1                | 0                | 1                | 0                |
| 2021             | 流経大           | 3                | -                | -                | -                | -                | -                | 1                | 0                | 1                | 0                |
| 2022             | 川崎             | 15               | J1               | 21               | 1                | 0                | 0                | 2                | 0                | 23               | 1                |
| 2023             | 川崎             | 5                | J1               | 15               | 1                | 5                | 0                | 3                | 1                | 23               | 2                |
| 2024             | 川崎             | 5                | J1               | 37               | 1                | 4                | 0                | 2                | 0                | 43               | 1                |
| 通算             | 日本             | 日本             | J1               | 73               | 3                | 9                | 0                | 7                | 1                | 89               | 4                |
| 通算             | 日本             | 日本             | 他               | -                | -                | -                | -                | 2                | 0                | 2                | 0                |
| 総通算           | 総通算           | 総通算           | 総通算           | 73               | 3                | 9                | 0                | 6                | 1                | 88               | 4                |

| 国際大会個人成績 | 国際大会個人成績 | 国際大会個人成績 | 国際大会個人成績 | 国際大会個人成績 |
| 年度             | クラブ           | 背番号           | 出場             | 得点             |
| AFC              | AFC              | AFC              | ACL              | ACL              |
| ---------------- | ---------------- | ---------------- | ---------------- | ---------------- |
| 2022             | 川崎             | 15               | 4                | 0                |
| 2023-24          | 川崎             | 5                | 3                | 0                |
| 通算             | AFC              | AFC              | 7                | 0                |

## 選抜歴
- 2021年　関東選抜A[10]

## タイトル

### クラブ
流通経済大学
- 関東大学サッカーリーグ戦1部：1回（2021年）
- 関東大学サッカーリーグ戦2部：1回（2020年）

川崎フロンターレ
- 天皇杯 JFA 全日本サッカー選手権大会：1回（2023年）
- FUJIFILM SUPER CUP：1回（2024年）

### 代表・選抜
関東選抜A
- デンソーチャレンジカップ：1回（2021年）

### 個人
- 関東大学サッカーリーグ戦1部MVP：2021[11]
- 関東大学サッカーリーグ戦1部ベストイレブン：2021[11]
- 関東大学サッカーリーグ戦2部ベストイレブン：2020[12]
- デンソーチャレンジカップベストイレブン：2021[13]